# John Baconthorpe
John Baconthorpe (noto anche come Baconthorp, Bacon, Baco o Baconius; Baconsthorpe, 1290 – Londra, 1346) è stato un religioso e filosofo britannico dell'Ordine dei Carmelitani.
In opposizione a Duns Scoto e Pietro Aureolo, sostenne che la Vergine Maria contrasse il peccato originale dal quale fu poi resa immacolata.
Membro della Scolastica, avversò vari aspetti della teologia di s. Tommaso d'Aquino.

## Biografia
Giovanni Baconthorpe nacque a Baconsthorpe, nel Norfolk. Secondo alcune fonti, fu il pronipote di Ruggero Bacone (Brit. Mus. Add. MS. 19. 116). In gioventù entrò nell'Ordine dei Carmelitani, diventando frate a Blakeney, vicino a Walsingham.
Studiò all'Università di Oxford e di Parigi. Nel 1323 divenne magister regens della facoltà teologica di Parigi.  Si ritiene che abbia insegnato teologia a Cambridge e a Oxford. Alla fine divenne noto come doctor resolutus, sebbene non sia chiara l'origine di questo soprannome.
Fu priore provinciale d'Inghilterra dal 1327 al 1333, anticipando Wycliffe nel sostenere la subordinazione del clero al re. Nel 1333 fu inviato a Roma, dove sostenne per la prima volta l'autorità del Papa nei casi di divorzio, opinione che fu poi ritrattata.
Morì a Londra, intorno al 1347.
Molto tempo dopo la sua morte, durante il Rinascimento, divenne noto come autorità della teologia carmelitana.

## Attività
Di Baconthorpe sono sopravvissute diverse opere scritte. La sua opera più nota, un commento alle Sentenze di Pietro Lombardo, è sopravvissuta in più versioni.
Quasi tre secoli dopo, era ancora studiata all'Università di Padova, l'ultima patria dell'averroismo, e Lucilio Vanini ne parlava con grande venerazione. Il testo dell'originale latino il titolo contiene la seguente dicitura: Doctoris resoluti Joannis Bacconis Anglici Carmelitae radiantissimi opus super quattuor sententiarum libris. Inoltre, sono sopravvissuti tre Quodlibeta, domande sul diritto canonico e commenti sul Vangelo secondo Matteo, su sant'Agostino e sant'Anselmo.

## Filosofia
Pur conoscendo bene diverse prospettive teologiche, Baconthorpe era prima di tutto un carmelitano. Come teologo, si preoccupò di difendere la dottrina dell'Immacolata Concezione e di affermare l'importanza del suo ordine nel contesto della tradizione storica e spirituale.  Allo stesso modo, Baconthorpe discuteva apertamente con i suoi contemporanei, come Enrico di Gand, Duns Scoto e Pietro Aureolo. Si scontrò persino con altri carmelitani come Gerardo di Bologna, Guido Terreni e Robert Walsingham.
Baconthorpe è comunemente considerato un seguace dell'averroista Ibn Rushd. Il titolo di princeps Averroistarum gli fu attribuito dai maestri dell'Università di Padova secoli dopo la sua morte,  anche per la sua abilità nello spiegare alcune delle idee filosofiche di Averroè. In particolare, nel suo commento alle Sentenze, discusse in modo molto approfondito la prospettiva di Averroè, insieme a quella di Aristotele.
Secondo Renan, anticipatore del Gesù storico e del mito di Gesù, egli cercò semplicemente di giustificare l'averroismo contro l'accusa di eterodossia. Baconthorpe citò ripetutamente Averroè nell'esporre le proprie argomentazioni , pur facendo comunemente riferimento anche ad altri teologi, tra cui molti dei suoi contemporanei.
Le condanne di Oxford e Parigi del 1277, in cui il vescovo Étienne Tempier proibì l'insegnamento di 219 tesi filosofiche e teologiche, esercitarono un notevole influsso su Baconthorpe. Quest'ultimo era apertamente in disaccordo con molte di queste opere proibite, come quelle di Egidio Romano e di Goffredo di Fontaines. Ciò servì in ultima analisi a sostenere le dottrine della Chiesa. Egli prestò particolare attenzione alle opere di Tommaso d'Aquino sulla filosofia naturale, che Baconthorpe prese di mira in molte delle sue argomentazioni. In contrasto con l'Aquinate, egli affermava che esistono due sostanze, il corpo umano e l'anima eterna. L'angelologia di Baconthorpe era similmente influenzata dalle condanne di Parigi, in stretta opposizione al Dottore angelico.
Molte delle discussioni teologiche di Baconthorpe si concentrano in gran parte sulla forma e sulla funzione dell'umanità. In accordo con la nozione che il corpo umano e l'anima eterna sono entità separate, egli affermava che l'anima è la causa dell'intelletto e, in particolare, che l'anima è una sostanza intellettuale (come gli angeli) che rende intelligibile la forma umana. Nonostante ciò, egli credeva ancora che il libero arbitrio esistesse, senza che le decisioni avessero necessariamente una causa. Egli riteneva che le anime assumono le proprie decisioni imponendole ai corpi umani, ma che Dio conservi una conoscenza completa di ogni anima e di ogni decisione futura. Di conseguenza, egli negò la possibilità che nell'intelletto siano coinvolti dei meccanismi materiali.

## Spirtualità
La riflessione teologica di Baconthorpe fornì una solida base intellettuale per la devozione all'Immacolata Concezione nell'Ordine carmelitano. In quattro piccoli trattati spirituali, John rivendicò il patrocinio e l'imitazione della Vergine e di Elia per la sua famiglia religiosa: il Tractatus super regulam ordinis carmelitarum presenta la regola carmelitana come un'imitazione della vita di Maria; lo Speculum de institutione e il Compendium historiarum et jurium espongono il patrocinio della Madre di Cristo e l'imitazione del profeta, considerato il padre dell'ordine; questi temi sono ripresi, in modo allegorico, nella Laus religionis carmelitanae.

## Posterità
I trattati spirituali rimasero in forma manoscritta: i primi tre sono conservati a Venezia (1507) e il quarto a Oxford, nella Bodleian Library. L'insegnamento sulle Sentenze di Pietro Lombardo e le quattro serie di questioni quodlibetali sono state pubblicate più volte. Si sono conservati gli appunti di una lezione sul Vangelo secondo Matteo. Tuttavia, Baconthorpe scrisse anche diversi commenti ad Aristotele, sant'Agostino e sant'Anselmo, che sono considerati perduti. Nel Seicento e nel Settecento, i carmelitani tentarono di avviare una scuola baconiana e, a tal fine, scrissero numerose opere che esponevano la filosofia o la teologia del Doctor resolutus2: è il caso, ad esempio, del carmelitano vallone Henri Daulmerie.